# سوفیا لورن
سوفیا کوستانزا بریجیدا ویلانی شیکولونه (ایتالیایی: Sofia Costanza Brigida Villani Scicolone؛ زادهٔ ۲۰ سپتامبر ۱۹۳۴) معروف به سوفیا لورن (Sophia Loren)، بازیگر ایتالیایی است. او از سوی انستیتوی فیلم آمریکا به‌عنوان یکی از بزرگ‌ترین ستارگان زن در سینمای کلاسیک هالیوود نامیده شد. تا سال ۲۰۲۴، او یکی از آخرین ستارگان مشهور بازمانده از عصر طلایی سینمای هالیوود و تنها شخص زندهٔ فهرست انستیتوی فیلم آمریکا است. به او افتخاراتی همچون جایزهٔ اسکار افتخاری و جایزهٔ گلدن گلوب سیسیل بی. دمیل اهدا شده‌ است.
لورن که پس از شرکت در مسابقهٔ زیبایی تشویق شد تا در دوره‌های بازیگری ثبت نام کند، فعالیت سینمایی خود را در شانزده سالگی در سال ۱۹۵۰ آغاز کرد. او در اوایل این دهه در نقش‌های مکمل ظاهر شد، تا اینکه قرارداد او با پارامونت پیکچرز در سال ۱۹۵۶ باعث آغاز فعالیت بین‌المللی او شد. نقش‌های سینمایی او در این زمان عبارتند از: خانه قایقی (۱۹۵۸) و در ناپل شروع شد (۱۹۶۰) که برایش نامزد دریافت جایزهٔ گلدن گلوب شد. در طول دههٔ ۱۹۵۰، او در فیلم‌ها از خود شخصیتی به‌لحاظ جنسی رهایافته به تصویر کشید و یکی از شناخته‌شده‌ترین نمادهای جنسی آن زمان بود.
نقش‌آفرینی لورن در دو زن (۱۹۶۰) او را به نخستین بازیگر غیرانگلیسی زبان تبدیل کرد که برندهٔ جایزهٔ اسکار بهترین بازیگر زن می‌شود. او از آن زمان در فیلم‌هایی مانند ازدواج به سبک ایتالیایی (۱۹۶۴)، آماده پوشیدن (۱۹۹۴)، نه (۲۰۰۹) و زندگی پیش‌رو (۲۰۲۰) ایفای نقش کرده‌ است.

## زادروز
سوفیا لورن در ۲۰ سپتامبر ۱۹۳۴ در رم زاده شد. پدرش مهندس و مادرش بازیگر و آموزگار پیانو بود.
او در مورد خودش گفته‌ است: «من ایتالیایی نیستم، من ناپلی هستم و این چیز دیگری است.»

## سال‌های اولیه

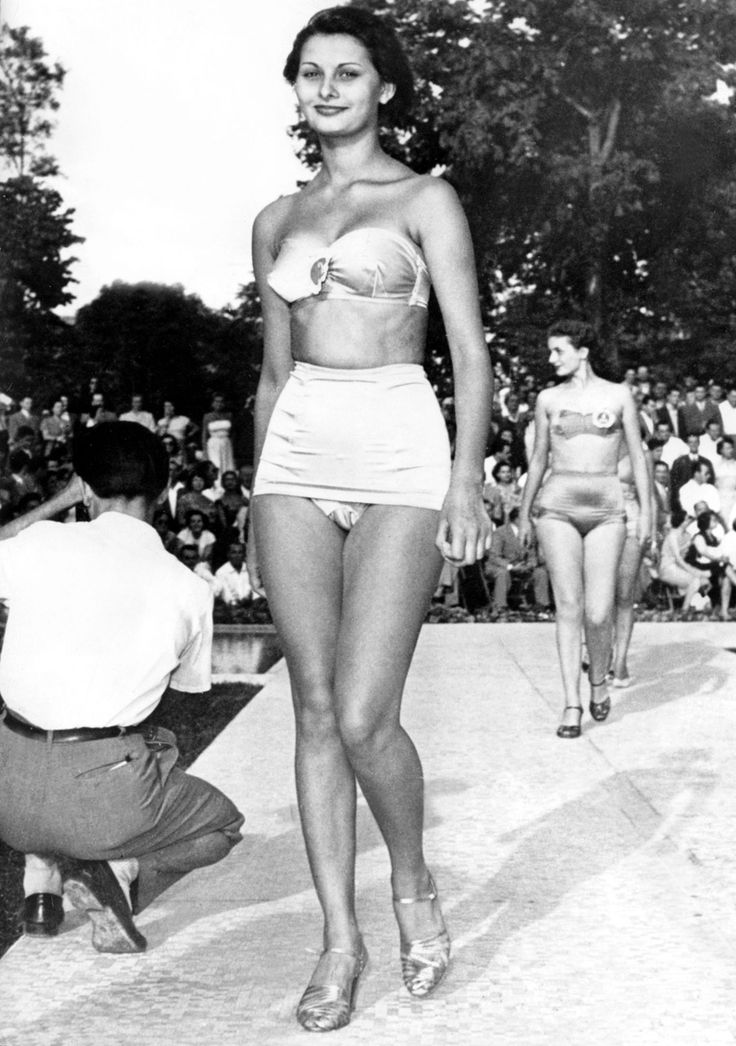
لورن، ۱۵ ساله، با نام سوفیا لاتزارو در جریان مسابقه بانوی شایسته ۱۹۵۰ ایتالیا

بعد از امتناع پدر سوفیا از ازدواج با مادرش که او را بدون هیچ پشتیبانی رها کرد. خانواده لورن یک فرزند دختر مشترک دیگر به نام آنا ماریا ویلانی در سال ۱۹۳۸ داشتند. سوفیا، مادرش و ماریا با مادربزرگ لورن در پوتزولی نزدیک ناپل زندگی می‌کردند. لورن دو نابرادری جوان‌تر پدری به نام‌های جولیانو و جوزپه دارد.
در طول جنگ جهانی دوم، بندر و کارخانه مهمات در پوتزولی هدف بمباران مکرر از متفقین بود. در طی یک حمله، هنگامی که لورن به پناهگاه فرار کرد او مورد اصابت گلوله قرار گرفت و از چانه زخمی شد. بعد از این، خانواده او به ناپل جایی که خویشاوندان دورشان در آنجا بودند، نقل مکان کرد. بعد از جنگ، لورن و خانواده‌اش به پوتزولی برگشتند. مادربزرگ او یک میخانه در اتاق نشیمن خانه خود که گیلاس‌های مشروب خانگی می‌فروخت باز کرددر آنجا مادرش پیانو می‌نواخت، خواهرش می‌خواند و سوفیا پیشخدمت (مهماندار) بود و ظرف‌ها را می‌شست. این مکان بسیار محبوب برای سربازان آمریکایی مستقر در نزدیکی آنجا بود.
او در شانزده سالگی، مدل یک مجلّهٔ ماهانه بود و از همین راه به عالم سینما راه یافت فعالیت سینمایی اش را با نقش‌های کوچک در فیلم‌های کوچک ایتالیایی آغاز کرد اولین نقشش را در فیلم روشنایی‌های وارتیه در سال ۱۹۵۰ ایفاکرد. سوفیا در رقابت‌های زیبایی محلی هم شرکت می‌کرد و چندین جایزه دریافت نموده اما سرانجام توسط کارلو پونتی تهیه‌کننده سینمایی کشف شد و به عالم سینما راه یافت.
پونتی، لورن را نخستین بار زمانی دید که هر دو در یک مسابقه ملکه زیبایی شرکت کرده بودند؛ پونتی ۳۷ ساله داور مسابقه‌ای بود که سوفیای ۱۵ ساله در آن با دیگران رقابت می‌کرد. او مقدمات ستاره شدن سوفیا را آماده کرد؛ از فراگیری فن بازیگری گرفته تا آموختن درس زبان انگلیسی.

## حضور در سینما

### ۱۹۵۳–۱۹۵۱: با نام سوفیا شیکولونه و سوفیا لاتزارو
سوفیا لاتزارو در مدرسه فیلم ملی ایتالیا ثبت نام کرد و در ۱۶ سالگی به عنوان یک بازیگر سیاهی لشکر در فیلم کجا می‌روی مروین لیروی ظاهر شد.
در همان سال، او در فیلم ایتالیایی خودش است!.... بله! بله! ظاهر شد، که در آن در نقش اودالیسکا بازی کرد، و به عنوان سوفیا لاتزارو شناخته شد. در اوایل دهه، او در چند فیلم از جمله محبوب (۱۹۵۲) قسمتهای کمی بازی کرد و نقشهای جزئی داشت.

او در اوج دوران جوانی دارای جلوه‌ای با اندام ظریف و کشیده، کمر باریک با انحناها و برجستگی‌های چشمگیر با گام‌های خوش‌خرام؛ چشمان درشت، نگاه گیرا و عمیق، ابروهای کمانی، لبان برجسته و دهان وسوسه‌انگیز با عشوه‌ها و خنده‌ها و ناز و غمزه‌های زنانه بود.

### ۱۹۷۰–۱۹۵۳: با نام سوفیا لورن
با تلاش کارلو پنتی نامش به سوفیا لورن تغییر کرد. او ابتدا در فیلم‌های برده فروشی سفید و «دوشیزگان در خطر» بازی کرد و سپس در فیلم‌های دختر رودخانه، آتیلا، چرخ و فلک تا پل و حیف که خیلی حقه‌ای ظاهر شد. زمانی که رم رقیب اصلی هالیوود در تولید فیلم بود او ستاره بسیاری از محصولات سینمائی رم بود و با کارگردانانی چون فدریکو فلینی و ویتوریو دسیکا کار کرده‌است و مارچلو ماستریانی همبازی او در بسیاری از فیلم‌هایش بود. اولین نقش اصلی او در آیدا (۱۹۵۳) بود که مورد تحسین منتقدان قرار گرفت.

### شهرت بین‌المللی

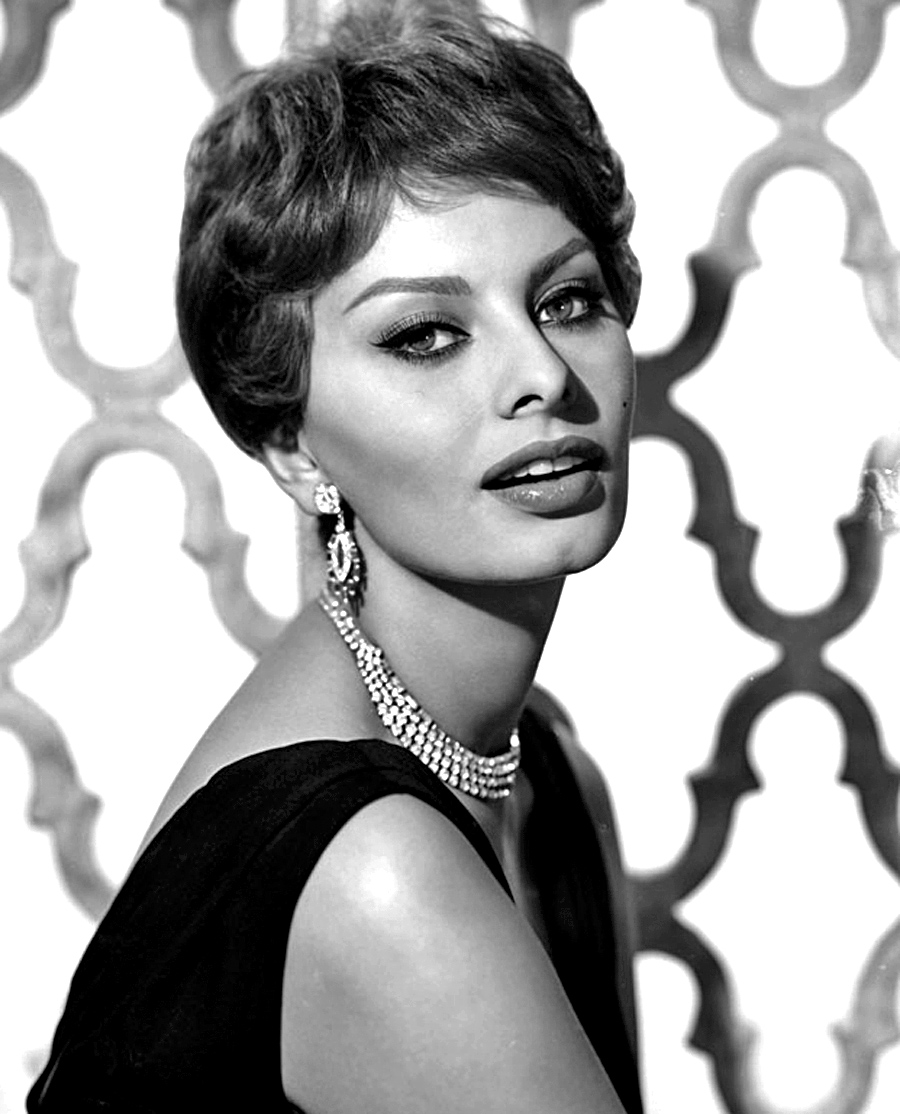
پرتره‌ای از سوفیا لورن به‌سال ۱۹۵۹ میلادی. بسیاری از او به عنوان تجسم «زیبایی ایتالیایی» یاد می‌کنند.

لورن با قرارداد برای پنج فیلم با پارامونت در سال ۱۹۵۸ به بازیگری بین‌المللی تبدیل شد. از جمله فیلم‌های او در این زمان می‌توان به هوس زیر درختان نارون با آنتونی پرکینز، بر اساس نمایشنامه یوجین اونیل اشاره کرد. خانه قایقی، یک کمدی رمانتیک با بازی کری گرانت؛ و جوراب شلواری صورتی جرج کیوکر، که در آن برای اولین بار به عنوان یک بور ظاهر شد.
نتیجه یک نظر خواهی در ایتالیا می‌گوید مردم ایتالیا بیشتر از هر نقش دیگر سوفیا لورن، بازی او را در برابر مارچلو ماستریانی در فیلم دیروز، امروز، فردا ساخته ویتوریو دسیکا را دوست دارنداین فیلم با همین نام در زمان خود در ایران نیز با استقبال بسیار روبرو شد. لورن قراردادی که با استودیو پارامونت بست به شهرت جهانی دست یافت از جمله فیلم‌های وی در این دوره را می‌توان «غرور و شهوت، هوس زیر درخت‌های نارون، قایق خانگی، ثعلب سیاه و زن اونجوری» را نام برد. وی از جمله هنر پیشگانی است که این حرفه را از صفر شروع کرد و در نتیجهٔ تلاش بسیار، مقام ممتازی به دست آورد؛ و در سال ۱۹۶۱ فیلم مشهور ال سید را بازی کرد.
لورن توانایی بازیگری وسیعی حتی در حوزه کمدی داشت به ویژه در پروژه‌های ایتالیایی، که می‌توانست به راحتی افکار خود را ابراز کند هر چند در یادگیری زبان انگلیسی هم به خوبی پیشرفت داشت، جایزه اسکاری که به‌دست آورده اولین جایزه مهم اسکار برای یک بازیگر زن غیر انگلیسی زبان بود. لورن یکی از مشهورترین بازیگران زن جهان بود و هم‌زمان به بازی در فیلم‌های آمریکایی و اروپایی مشغول بود و با بزرگ‌ترین ستارگان مرد سینما کار می‌کرد. در سال ۱۹۶۴ با بازی در فیلم سقوط امپراتوری رم و دریافت دستمزد یک میلیون دلاری بازی اش را کامل کرد. فعالیت لورن پس از مادر شدنش کاهش یافت و در ۴۰ و ۵۰ سالگی در فیلم‌های همچون سفر و روز خاص بازی کرد. در دهه ۶۰ در انتخاب فیلم‌ها وسواس بیشتری به خرج می‌داد در سال ۱۹۹۱ به خاطر خدماتش به سینمای جهان اسکار افتخاری دریافت کرد و به عنوان یکی از گنجینه‌های سینمای جهان معرفی شد. در فیلم آماده پوشیدن رابرت آلتمن در سال ۱۹۹۵ هم حضوری موفق داشت. فعالیت‌های جاری وی در سال ۲۰۰۳ حضور مختصری در کلیپ موسیقی زندگی آمریکایی مدونا داشت، در سال ۲۰۰۶ هم در مراسم افتتاحیه المپیک زمستانی تورین پرچم المپیک را حمل کرد در سال ۲۰۰۷ هم در سن ۷۲ سالگی در فیلم تقویم قراربود جلوی دوربین برهنه شود و از این کار منصرف شد. سوفیا لورن بازیگر سرشناس ایتالیایی در طول ۷۲ سال زندگی هنری درحدود۹۰ فیلم به ایفای نقش پرداخته‌است از آخرین کارهایش می‌توان به حضور در جشنواره ‘’ ونیز'’ به خاطر بازی در فیلم پسرش ‘’ ادواردو پونتی'’ با عنوان ‘’در میان غریبه ها'’ اشاره کرد.

## افتخارات و جوایز
در سال ۱۹۵۸ به خاطر بازی در فیلم ثعلب سیاه، موفق به دریافت جایزه فستیوال وِنیز شد. پس از جنگ جهانی دوم سوفیا لورن سمبل زن ایتالیائی به ایتالیا بازمی‌گردد و در فیلم مهم ویتوریو دسیکا که زندگی یک مادر و دختر را در جنگ به تصویر می‌کشد بازی می‌کند. با نام دو زن باهمکاری ژان پل بلموندو ایفای نقش می‌کند و اولین جایزه اسکارش و جوایز «جشنواره فیلم کن»، «جشنواره فیلم ونیز» و «جشنواره فیلم برلین» را در سال ۱۹۶۰ به واسطه همین فیلم دریافت کرد و در فیلم ازدواج به سبک ایتالیایی در سال ۱۹۶۴ برای دومین بار نامزد دریافت جایزه اسکار و در سال ۱۹۹۱ جایزه اسکار افتخاری را نیز کسب می‌کند. فیلم دیروز، امروز، فردا با نقش آفرینی او و مارچلو ماستریانی در همان سال موفق به دریافت جایزه اسکار بهترین فیلم خارجی شد.
«لورن» در سال ۱۹۶۲ جایزه بهترین بازیگر زن را از بافتا و در سال ۱۹۹۴ جایزه خرس طلای افتخاری را از جشنواره برلین کسب کرد.
لورن در سال ۱۹۶۱ بهترین بازیگر زن جشنواره کن شناخته شد و در سال ۱۹۹۱ جایزه سزار افتخاری به وی اعطا شد. از دیگر افتخارات سینمایی سوفیا لورن می‌توان به دوربین طلای آلمان، چهار جایزه بهترین بازیگر گلدن گلوب، بهترین بازیگر زن جشنواره مسکو (۱۹۶۵)، بهترین بازیگر جشنواره سن‌سباستین (۱۹۷۴)، بهترین بازیگر جشنواره ونیز (۱۹۵۸) و شیر طلای افتخاری جشنواره ونیز (۱۹۹۸) اشاره کرد. ستاره شهرت وی در قدمگاه مشاهیر هالیوود نقش بسته‌است.
جشنواره فیلم استانبول جایزه یک عمر فعالیت پرثمر هنری را به «سوفیا لورن»، هنرپیشه قدیمی سینما اهدا کرد. این هنرپیشه اعلام کرد این جایزه را کنار تندیس اسکارش قرار خواهد داد.
در سال ۲۰۰۹، پس از پنج سال دوری از گروه و چهارده سال از هنرنمایی در یک فیلم تئاتری برجسته آمریکایی، او در نسخه فیلمی ناین که بر پایه یک تئاتر موزیکال برادوی بود هنرنمایی کرد و داستان کارگردانی را که بحران‌های میانسالیش سبب می‌شود تا او برای کامل کردن آخرین فیلمش تقلا کند. او مجبور است که تحت تأثیر زنان متعدد ی که زندگیش را شکل داده‌اند شامل مادر مرحومه‌اش تعادل برقرار کند. سوفیا لورن اولین و تنها انتخاب مارشال برای این نقش بود. همچنین در این فیلم دانیل دی-لوئیس، پنلوپه کروز، کیت هادسون، ماریون کوتیار و نیکول کیدمن هنرنمایی کرده‌اند. به عنوان بخشی از انتخاب بازیگران او (سوفیا لورن) اولین نامزدیش را برای جایزه انجمن بازیگران فیلم دریافت کرد.
| دیوید دی دوناتلو | دیوید دی دوناتلو        | دیوید دی دوناتلو         | دیوید دی دوناتلو |
| سال              | عنوان                   | دسته                     | نتیجه            |
| ---------------- | ----------------------- | ------------------------ | ---------------- |
| ۱۹۵۹             | ثعلب سیاه               | صفحه طلایی               | برنده            |
| ۱۹۶۱             | دو زن                   | بهترین بازیگر نقش اول زن | برنده            |
| ۱۹۶۴             | دیروز، امروز، فردا      | بهترین بازیگر نقش اول زن | برنده            |
| ۱۹۶۵             | ازدواج به سبک ایتالیایی | بهترین بازیگر نقش اول زن | برنده            |
| ۱۹۷۰             | گل آفتابگردان           | بهترین بازیگر نقش اول زن | برنده            |
| ۱۹۷۴             | سفر                     | بهترین بازیگر نقش اول زن | برنده            |
| ۱۹۷۸             | یک روز بخصوص            | بهترین بازیگر نقش اول زن | برنده            |
| ۱۹۸۴             |                         | صفحه طلایی               | برنده            |
| ۱۹۹۹             |                         | جایزه یک عمر فعالیت      | برنده            |
| ۲۰۱۴             | صدای انسان              | دیوید دی دوناتلو ویژه    | برنده            |
| ۲۰۲۱             | زندگی پیش رو            | بهترین بازیگر زن سال     | برنده            |

| روبان نقره‌ای | روبان نقره‌ای                      | روبان نقره‌ای                      | روبان نقره‌ای |
| سال          | عنوان                             | دسته                              | نتیجه        |
| ------------ | --------------------------------- | --------------------------------- | ------------ |
| ۱۹۶۱         | دو زن                             | بهترین بازیگر نقش اول زن          | برنده        |
| ۱۹۶۴         | دیروز، امروز، فردا                | بهترین بازیگر نقش اول زن          | نامزدشده     |
| ۱۹۶۵         | ازدواج به سبک ایتالیایی           | بهترین بازیگر نقش اول زن          | نامزدشده     |
| ۱۹۶۸         | بیشتر ار یک معجزه                 | بهترین بازیگر نقش اول زن          | نامزدشده     |
| ۱۹۷۸         | یک روز بخصوص                      | بهترین بازیگر نقش اول زن          | برنده        |
| ۱۹۹۵         | روبان نقره‌ای یک عمر فعالیت حرفه‌ای | روبان نقره‌ای یک عمر فعالیت حرفه‌ای | برنده        |

| گلدن گلوب ایتالیایی | گلدن گلوب ایتالیایی        | گلدن گلوب ایتالیایی        | گلدن گلوب ایتالیایی |
| سال                 | عنوان                      | دسته                       | نتیجه               |
| ------------------- | -------------------------- | -------------------------- | ------------------- |
| ۱۹۷۸                | یک روز بخصوص               | بهترین بازیگر نقش اول زن   | برنده               |
| ۲۰۰۶                | جایزه یک عمر فعالیت حرفه‌ای | جایزه یک عمر فعالیت حرفه‌ای | برنده               |

| جشنواره فیلم ونیز | جشنواره فیلم ونیز              | جشنواره فیلم ونیز                  | جشنواره فیلم ونیز |
| سال               | عنوان                          | دسته                               | نتیجه             |
| ----------------- | ------------------------------ | ---------------------------------- | ----------------- |
| ۱۹۵۸              | ثعلب سیاه                      | جام ولپی بهترین بازیگر نقش مکمل زن | برنده             |
| ۱۹۹۸              | شیر طلایی یک عمر فعالیت حرفه‌ای | شیر طلایی یک عمر فعالیت حرفه‌ای     | برنده             |

| جشنواره فیلم کن | جشنواره فیلم کن | جشنواره فیلم کن                | جشنواره فیلم کن |
| سال             | عنوان           | دسته                           | نتیجه           |
| --------------- | --------------- | ------------------------------ | --------------- |
| ۱۹۶۱            | دو زن           | جایزه بهترین بازیگر نقش اول زن | برنده           |

| جایزه اسکار | جایزه اسکار             | جایزه اسکار              | جایزه اسکار |
| سال         | عنوان                   | دسته                     | نتیجه       |
| ----------- | ----------------------- | ------------------------ | ----------- |
| ۱۹۶۲        | دو زن                   | بهترین بازیگر نقش اول زن | برنده       |
| ۱۹۶۵        | ازدواج به سبک ایتالیایی | بهترین بازیگر نقش اول زن | نامزدشده    |
| ۱۹۹۱        | جایزه اسکار افتخاری     | جایزه اسکار افتخاری      | برنده       |

| جایزه گلدن گلوب | جایزه گلدن گلوب                | جایزه گلدن گلوب                       | جایزه گلدن گلوب |
| سال             | عنوان                          | دسته                                  | نتیجه           |
| --------------- | ------------------------------ | ------------------------------------- | --------------- |
| ۱۹۶۰            | در ناپل شروع شد                | بهترین بازیگر زن فیلم موزیکال یا کمدی | نامزدشده        |
| ۱۹۶۴            |                                | جایزه هنریتا                          | برنده           |
| ۱۹۶۵            | ازدواج به سبک ایتالیایی        | جایزه هنریتا                          | برنده           |
| ۱۹۶۵            | ازدواج به سبک ایتالیایی        | بهترین بازیگر زن فیلم موزیکال یا کمدی | نامزدشده        |
| ۱۹۶۶            |                                | جایزه هنریتا                          | نامزدشده        |
| ۱۹۶۹            |                                | جایزه هنریتا                          | برنده           |
| ۱۹۷۱            |                                | بهترین بازیگر زن جهان                 | نامزدشده        |
| ۱۹۷۷            |                                | بهترین بازیگر زن جهان                 | برنده           |
| ۱۹۹۴            | گلدن گلوب یک عمر فعالیت حرفه‌ای | گلدن گلوب یک عمر فعالیت حرفه‌ای        | برنده           |
| ۱۹۹۴            | آماده پوشیدن                   | بهترین بازیگر نقش مکمل زن             | نامزدشده        |

| بفتا | بفتا  | بفتا                         | بفتا  |
| سال  | عنوان | دسته                         | نتیجه |
| ---- | ----- | ---------------------------- | ----- |
| ۱۹۶۱ | دو زن | جایزه بفتای بهترین بازیگر زن | برنده |

| حلقه منتقدان فیلم نیویورک | حلقه منتقدان فیلم نیویورک | حلقه منتقدان فیلم نیویورک | حلقه منتقدان فیلم نیویورک |
| سال                       | عنوان                     | دسته                      | نتیجه                     |
| ------------------------- | ------------------------- | ------------------------- | ------------------------- |
| ۱۹۶۱                      | دو زن                     | بهترین بازیگر نقش اول زن  | برنده                     |

## ازدواج و زندگی شخصی

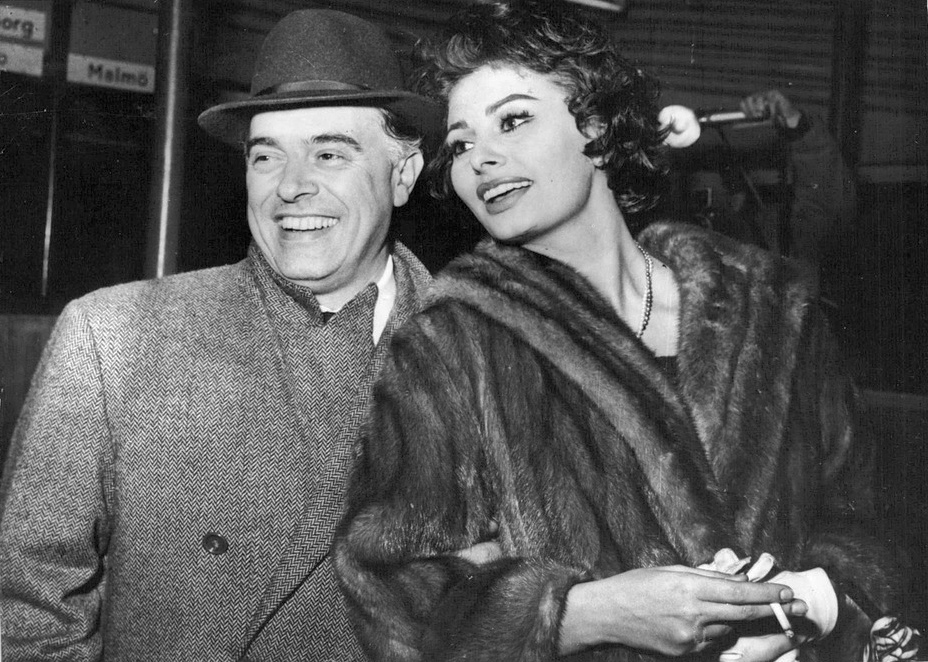
لورن به همراه همسرش

سوفیا و کارلو پنتی روز ۱۷ سپتامبر ۱۹۵۷ با هم ازدواج کردند ازدواج اول آن‌ها به ناچار لغو شد تا پونتی به جرم دو همسری محکوم نشود، آن‌ها ۹ آوریل ۱۹۶۶ دوباره با هم ازدواج کردند و صاحب دو پسر به نام‌های کارلو و ادواردو شدند. 
زندگی مشترک سوفیا لورن با کارلو پونتی تا زمان مرگ پونتی در تاریخ ۱۰ ژانویه ۲۰۰۷ به خاطر عوارض ریوی ادامه داشت. وقتی از او در نوامبر ۲۰۰۹ پرسیدند که آیا احتمال دارد او دوباره ازدواج کند؟ پاسخ داد که: نه، دوباره هرگز، غیرممکن است که کس دیگری را دوست داشته باشد.

عروس‌های او ساشا الکساندر و آندرا مس زاروس هستند. او چهار نوه دارد: لوچیا سوفیا پونتی (متولد ۱۲ می ۲۰۰۶) ویتوریو لئونه پونتی (متولد ۳ آوریل ۲۰۰۷)، لئوناردو فورتوناتو پونتی (متولد ۲۰ دسامبر ۲۰۱۰) و بئاتریس لارا پونتی (متولد ۱۵ مارس ۲۰۱۲).

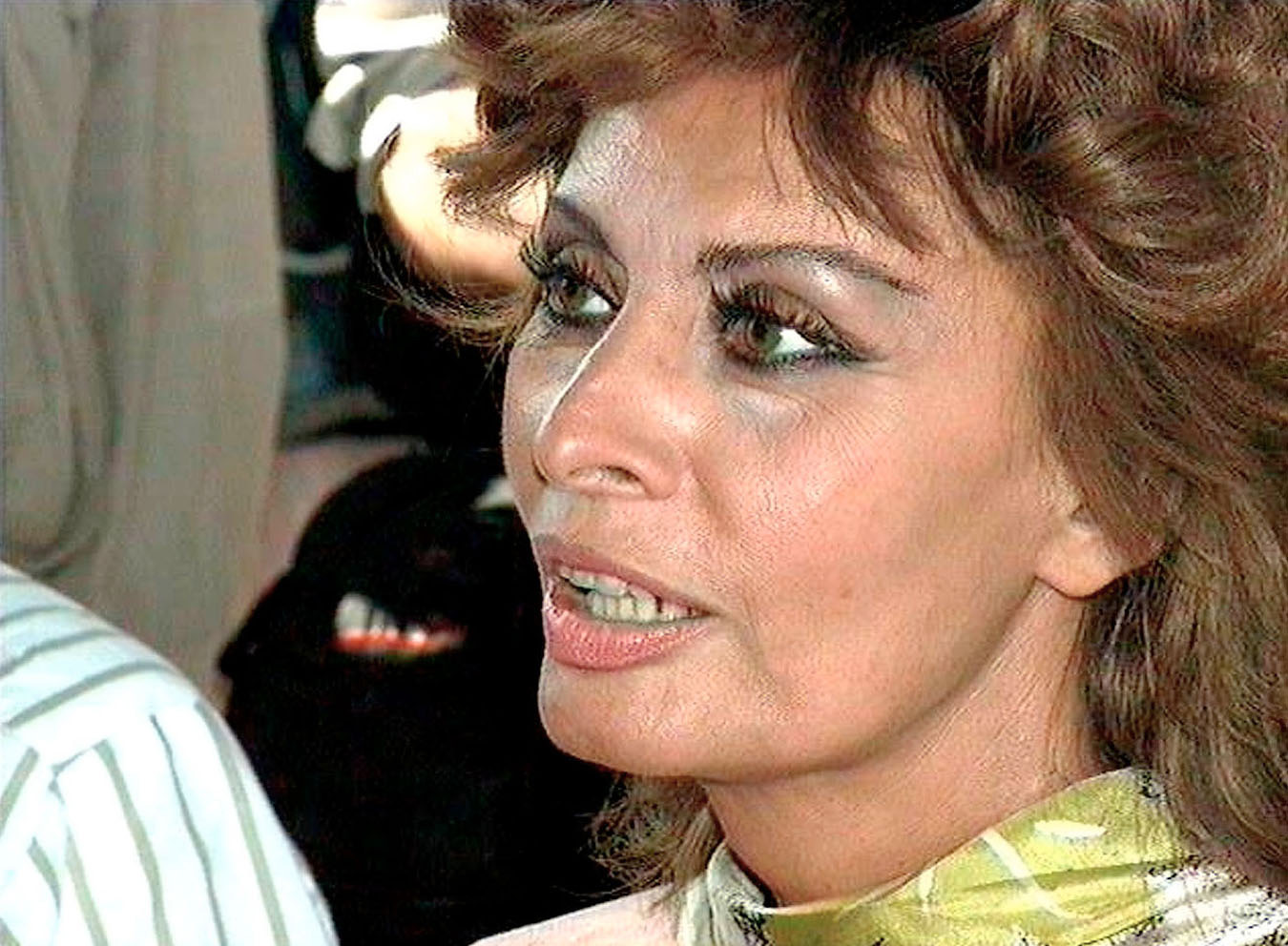
لورن در کنیا در حالی که به عنوان سفیر حسن نیت در سال ۱۹۹۲ خدمت می‌کرد

محل اقامت اولیه لورن از اواخر سال ۲۰۰۶ در ژنو سوئیس بوده‌است همچنین صاحب یک خانه در ناپل و رم است.
در سپتامبر ۱۹۹۹ لورن در برابر ۷۶ تارنمای بزرگسالان به خاطر ارسال عکس‌های برهنه تغییر یافته خود در اینترنت اقامه دعوی کرد.
لورن یکی از بزرگترین طرفداران باشگاه فوتبال ناپولی است. در مه سال ۲۰۰۷ هنگامی که این تیم در سری ب ایتالیا سوم شد به روزنامه لاگاتزتا دلو اسپورت گفت که اگر تیمش پیروز شود می‌خواهد یک رقص همرا با برهنگی انجام دهد.
لورن یک معتقد به کلیسای کاتولیک است؛ هر چند، در مسائل مختلف مانند عفت در لباس پوشیدن و ازدواجش در تقابل با این کلیسا بوده‌است.

## ادای احترام

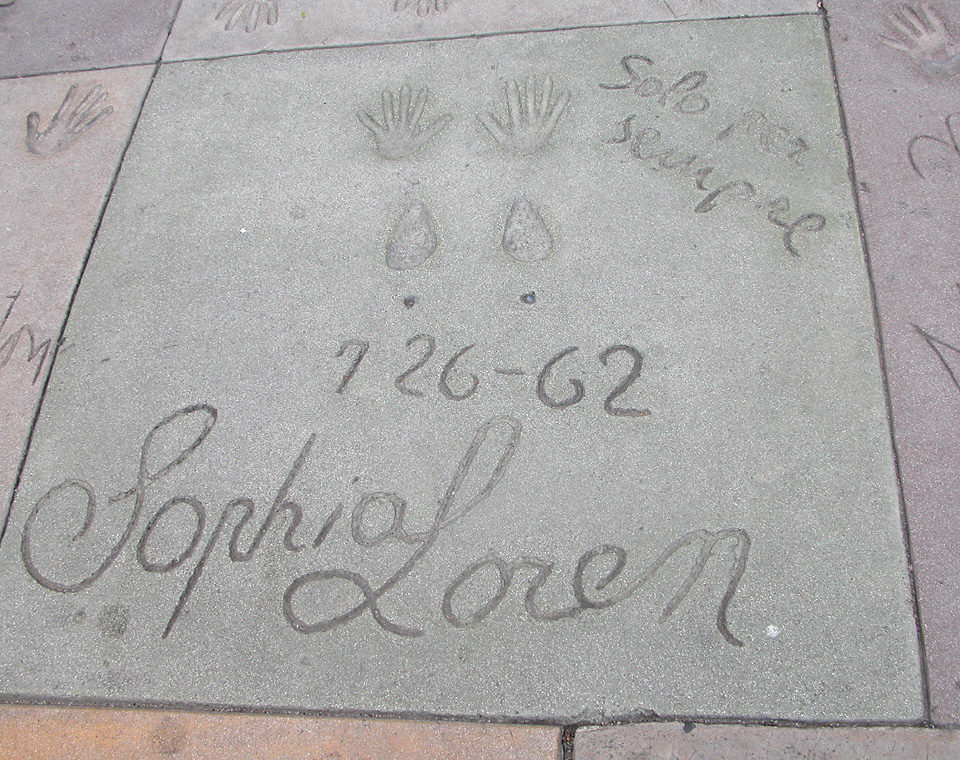
رد پای سوفیا لورن در تئاتر چینی گرومن در لس آنجلس

سرجیو اندریجو، ترانه «سوفیا» را که در سال ۱۹۶۹ منتشر شد به او تقدیم کرده‌است.
میرلا فلی در سال ۱۹۹۱، با خواندن ترانه سوفیا در آلبوم Storie Scomode به او ادای احترام کرده‌است.
جی‌جی دالسیو یک ترانه ویژه او به نام Donna Sofì نوشته و اجرا کرده‌است.

## نامه سوفیا لورن به شاعر ایرانی
فریدون مجلسی نویسنده و مترجم و دیپلمات سابق در یادداشت خود دربارهٔ نامه سوفیا لورن به احمدرضا احمدی، شاعر ایرانی این‌گونه نوشته‌است: یکی از دوستان احمدرضا که یکی از بازیگران برجسته سینمای ایران است، در دیدار خود با سوفیا لورن در ایتالیا از ارادت احمدرضا احمدی به سوفیا می‌گوید و سوفیا از شنیدن داستان رمانتیک و باستانی شاعری ایرانی در سرزمینی دیگر به هنرش به وجد می‌آید و نامه‌ای دوستانه به احمدرضا می‌نویسد. دریافت نامه او، ضمن اندوه از اینکه چرا این نامه با ۵۰ سال تأخیر به دستش رسیده‌است حال احمدرضا احمدی را بسیار خوش می‌کند!
فریدون به یاد شهریار از زبان حال احمدرضا می‌گوید: «سوفیا از نامه‌ات شادم ولی حالا چرا / بی‌وفا این زودتر می‌خواستی حالا چرا.»

## آلبوم‌شناسی جزئی
- ۱۹۵۷ - دوست دارم (S'agapò)\ پائولا اورلاندی
- یه دوست پسر می‌خواهم (Che m'e'mparato a fà)
- خداحافظ عشق

## دعاوی حقوقی
در سپتامبر ۱۹۹۹، لورن به دلیل ارسال عکس‌های برهنه تغییر یافته از او در اینترنت، شکایتی را علیه ۷۹ وب‌سایت بزرگسالان تشکیل داد.

## دوبله
هنگامی‌که سوفیا لورن در فیلم‌های انگلیسی زبان بازی می‌کرد از دوبله نقش‌های خود به زبان ایتالیایی سرباز می‌زد.
دوبلورهایی که چندین فیلم او را دوبله کرده‌اند به ترتیب زیر است:
- لیدیا سیمونسکی در ثعلب سیاه، افسانه گمشده، غرور و شهوت، خانه قایقی، هلر در لباس تنگ صورتی، هوس زیر درخت‌های نارون، زن اونجوری، المپیا، کلید، کشوری از زنگ‌ها، دو شب با کلئو پاترا (تنها در نقش کلئو پاترا)، آتیلا.
- ریتا ساوانیونه در خانم ال. جودیت، عملیات کراسبو، آرابسکو، کنتسی از هنگ کنگ، گذرگاه کاساندرا.
- روزتا کالاوتا در زائران عشق
- میراندا بونانسئا در دو شب با کلئو پاترا (تنها در نقش نیسکا) آدریانا د روبرتو در یکشنبه مردم خوب
- رناتا مارینی در آفریقا زیر دریا

## حکم‌ها و نشان‌های ملی

حکم و نشان شایستگی از طرف جمهوری ایتالیا - ۲۶ ژوئن ۱۹۹۶ در شهر رم.
حکم و نشان سنت آگاتا - ۹ دسامبر ۲۰۱۲ سن مارینو.

## نگارخانه

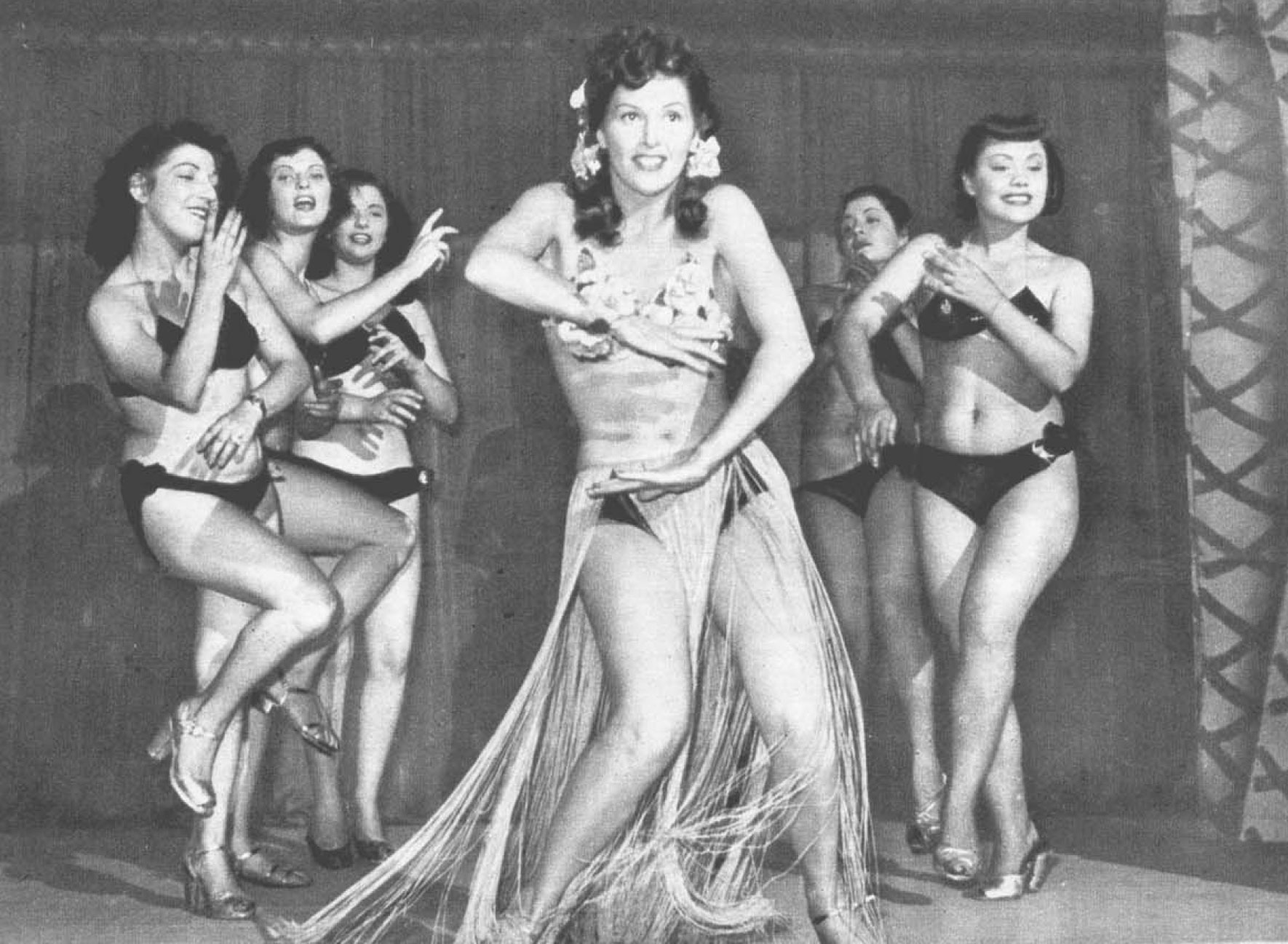
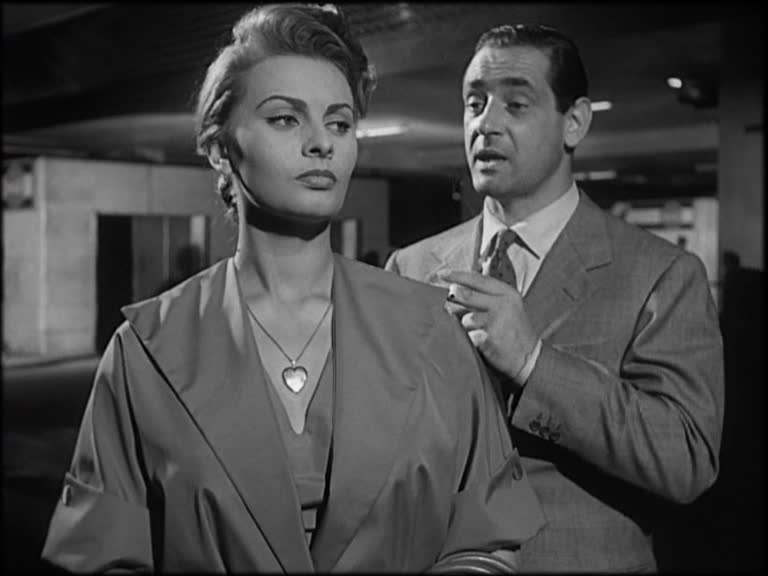
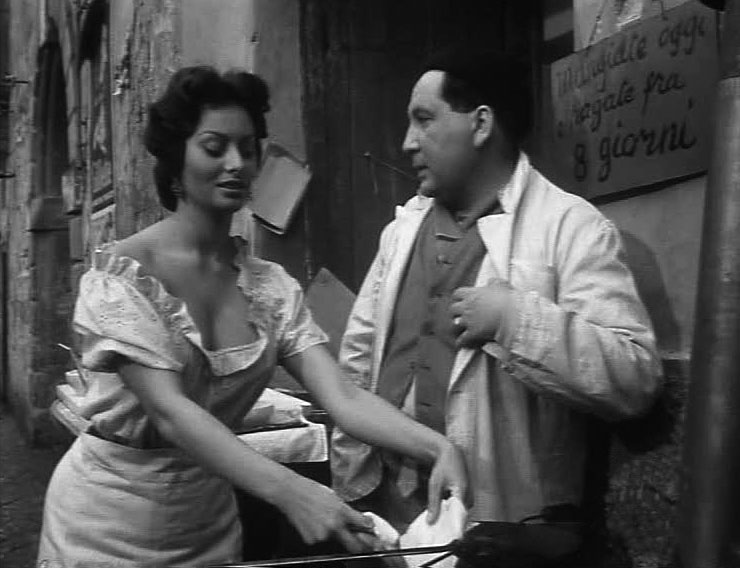
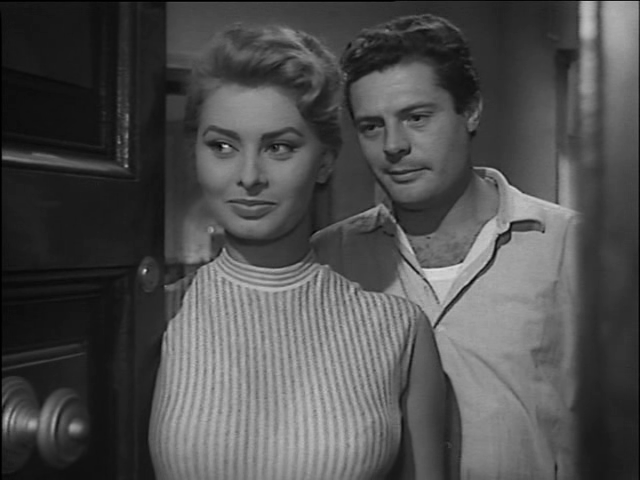
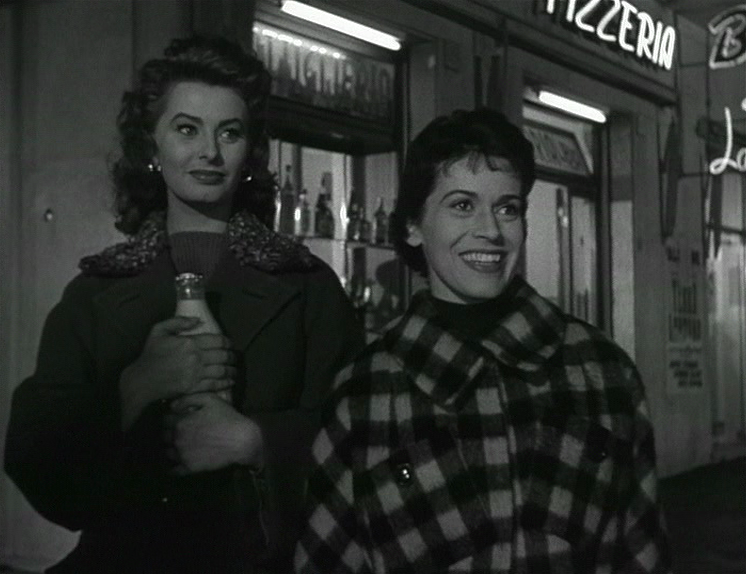
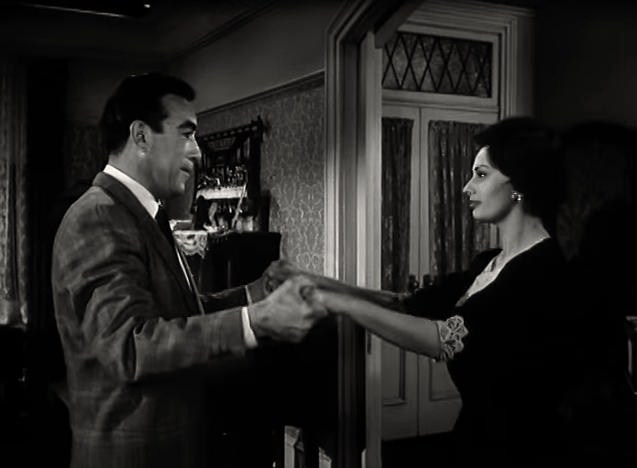
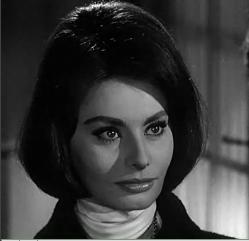
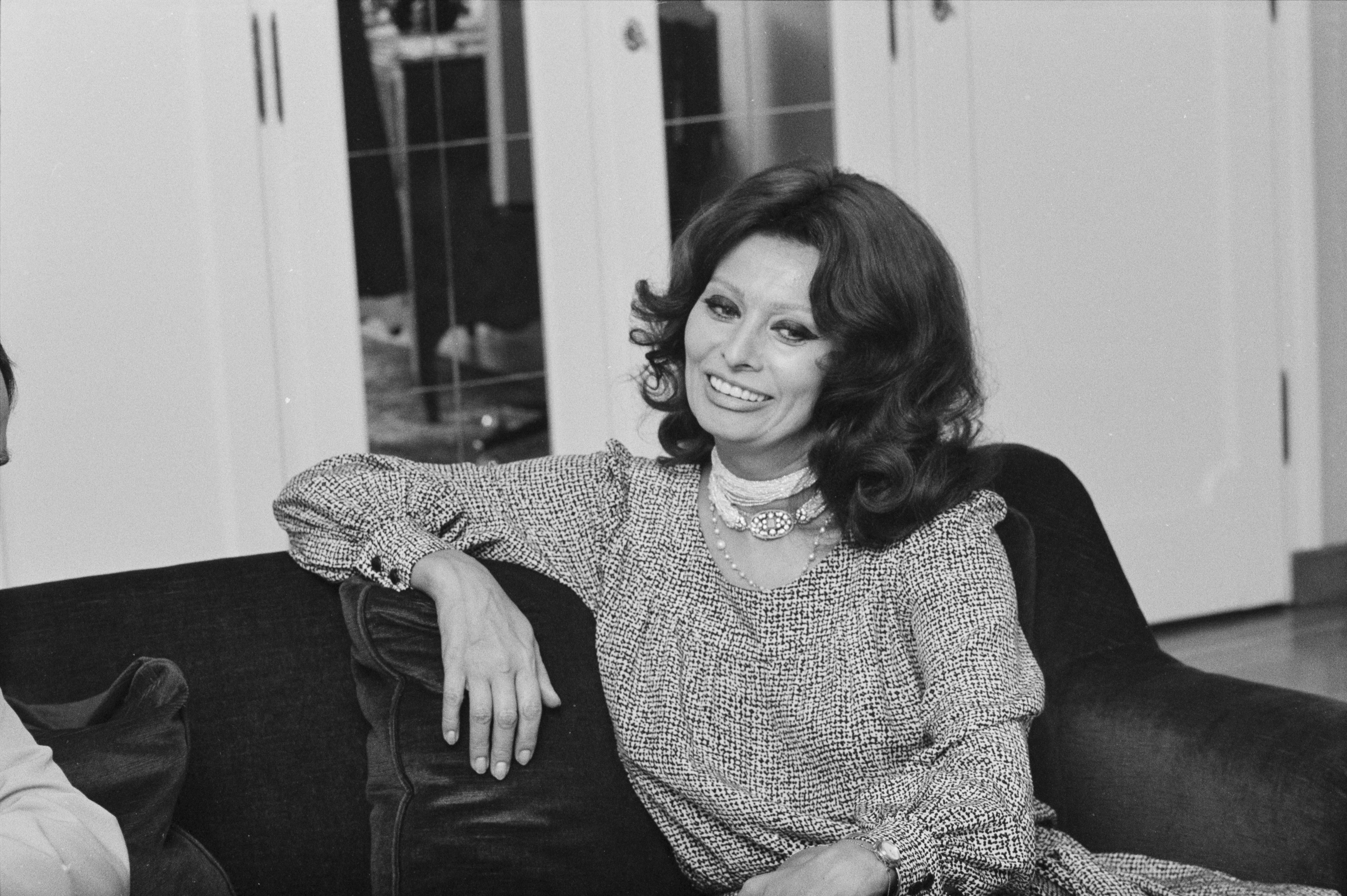
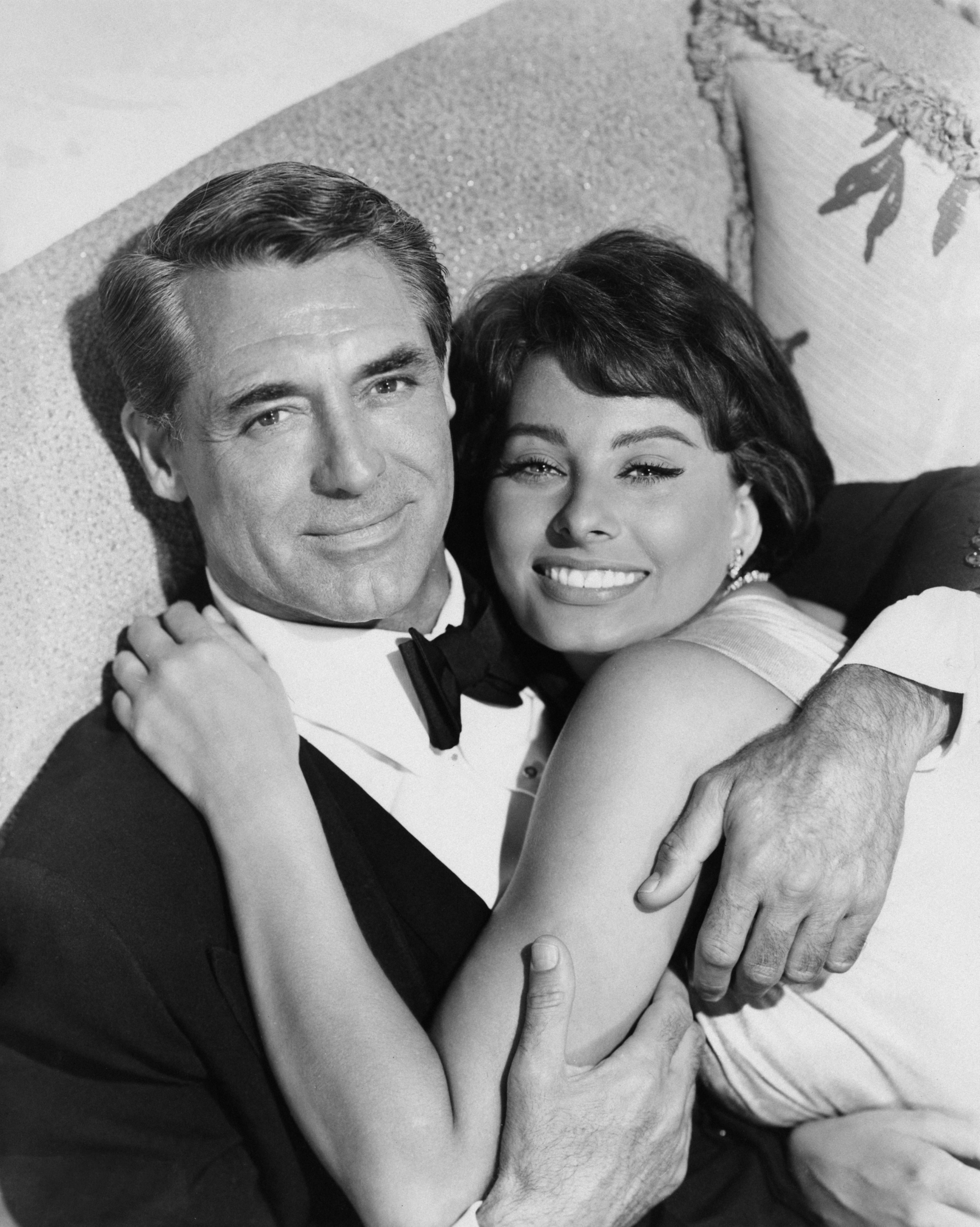

## فیلم‌شناسی

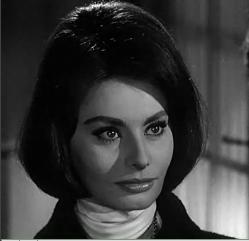
سوفیا لورن در بخشی از فیلم پنج مایل تا نیمه شب (Five Miles to Midnight) در سال ۱۹۶۲

| سال  | نام فیلم                     | نقش                                | توضیحات                                                     |
| ---- | ---------------------------- | ---------------------------------- | ----------------------------------------------------------- |
| ۱۹۵۰ | شش همسر باربابلو             | دختر ربوده شده                     | با نام سوفیا لاتزارو                                        |
| ۱۹۵۰ | توتو تارزان                  | یک جنگلی                           | با نام سوفیا لاتزارو                                        |
| ۱۹۵۰ | رای                          |                                    | با نام سوفیا شیکولونه                                       |
| ۱۹۵۰ | قلب‌ها در دریا                |                                    |                                                             |
| ۱۹۵۰ | من کاپاتاز هستم              | منشی دیکتاتور                      | با نام سوفیا شیکولونه                                       |
| ۱۹۵۱ | جذام سفید                    | سوفیا لاتزارو                      |                                                             |
| ۱۹۵۱ | میلیاردر میلان               | فروشنده بار                        | با نام سوفیا شیکولونه                                       |
| ۱۹۵۱ | شعبده بازی زوری              | عروس                               | با نام سوفیا شیکولونه                                       |
| ۱۹۵۱ | کجا می‌روی                    | برده لیگیا                         |                                                             |
| ۱۹۵۱ | خودش است!.... بله! بله!      | اودالیسکا                          | با نام سوفیا لاتزارو                                        |
| ۱۹۵۱ | آنا                          | دستیار باشگاه شبانه                |                                                             |
| ۱۹۵۱ | صاحب بخار                    | رقصنده کوچک                        | با نام سوفیا لاتزارو                                        |
| ۱۹۵۱ | روشنایی‌های واریته            |                                    | با نام سوفیا لورن                                           |
| ۱۹۵۲ | رؤیای زورو                   |                                    | با نام سوفیا شیکولونه                                       |
| ۱۹۵۲ | و نواگر می‌آید                | دوست جولیتا                        |                                                             |
| ۱۹۵۲ | محبوب                        | لئونورا                            |                                                             |
| ۱۹۵۳ | یکشنبه عامیانه خوب           | اینس                               |                                                             |
| ۱۹۵۳ | زائران عشق                   |                                    |                                                             |
| ۱۹۵۳ | دختران خطرناک هستند          |                                    |                                                             |
| ۱۹۵۳ | دو شب با کلئوپاترا           | کلئوپاترا/نیسکا                    |                                                             |
| ۱۹۵۳ | تعطیلات مردم خوب             | اینس                               |                                                             |
| ۱۹۵۳ | آفریقا زیر دریا              | باربارا لاما                       |                                                             |
| ۱۹۵۳ | یک دختر فوق‌العاده            | ماریسا                             |                                                             |
| ۱۹۵۴ | چرخ و فلک ناپل               | سیسینا                             |                                                             |
| ۱۹۵۴ | یک روز در دادگاه             | آنا                                |                                                             |
| ۱۹۵۴ | آناتومی عشق                  | دخترک                              |                                                             |
| ۱۹۵۴ | یک بخش از زندگی              |                                    |                                                             |
| ۱۹۵۴ | کشور زنگ‌ها                   | بون بون                            |                                                             |
| ۱۹۵۴ | حیف که او بدذات است          | لینا                               |                                                             |
| ۱۹۵۴ | فقر و نجابت                  | جما                                |                                                             |
| ۱۹۵۴ | آتیلا                        | اونوریا                            |                                                             |
| ۱۹۵۴ | آیدا                         | آیدا                               |                                                             |
| ۱۹۵۵ | دختر رودخانه                 | نیوس مونگولینی                     |                                                             |
| ۱۹۵۵ | طلای ناپل                    | سوفیا                              |                                                             |
| ۱۹۵۵ | نشان ونوس                    | اگنس تیراباسی                      |                                                             |
| ۱۹۵۵ | همسر زیبای میلر              | کارملا                             |                                                             |
| ۱۹۵۵ | نان، عشق و …                 | دونا سوفیا                         |                                                             |
| ۱۹۵۶ | خوش شانسی به خاطر زن بودن    | آنتونیتا فالاری                    |                                                             |
| ۱۹۵۷ | غرور و تعصب                  | یوانا                              |                                                             |
| ۱۹۵۷ | پسری روی دلفین               |                                    |                                                             |
| ۱۹۵۷ | افسانه گمشده                 | دیتا                               |                                                             |
| ۱۹۵۷ | سایه‌های روی دریا             | فائدرا                             |                                                             |
| ۱۹۵۸ | هوس زیر درختان نارون         | آنا کابوت                          |                                                             |
| ۱۹۵۸ | کلید                         | استلا                              |                                                             |
| ۱۹۵۸ | ثعلب سیاه                    | رز بیانکو                          | بهترین بازیگر جشنواره ونیز                                  |
| ۱۹۵۸ | خانه قایقی                   | چینتزیا زاکاردی                    |                                                             |
| ۱۹۵۹ | اون جور زن                   | کای                                |                                                             |
| ۱۹۶۰ | دو زن                        | سزیرا                              | جایزه اسکار بهترین بازیگر نقش اول زن                        |
| ۱۹۶۰ | در ناپل شروع شد              | لوچا کوریو                         | نامزد جایزه گلدن گلوب بهترین بازیگر زن فیلم موزیکال یا کمدی |
| ۱۹۶۰ | یک دم رسوایی                 | پرنس الیمپیا                       |                                                             |
| ۱۹۶۰ | شیطان در لباس تنگ صورتی      | آنجلا روسینی                       |                                                             |
| ۱۹۶۰ | میلیونر                      | اپیفانیا                           |                                                             |
| ۱۹۶۱ | ال سید                       | خیمنا                              |                                                             |
| ۱۹۶۱ | مادام                        | کاترین                             |                                                             |
| ۱۹۶۲ | بوکاچو ۷۰                    | زوی                                |                                                             |
| ۱۹۶۲ | پنج مایل مانده به نیمه‌شب     | لیزا مک لین                        |                                                             |
| ۱۹۶۲ | گوشه‌گیران آلتونا             |                                    |                                                             |
| ۱۹۶۳ | دیروز، امروز، فردا           | آدلینا سباراتی - آنا مولتنی - مارا | جایزه سالانه دیوید دی دوناتلّو به خاطر بهترین بازیگر زن      |
| ۱۹۶۴ | سقوط امپراتوری رم            | لوسیلا                             |                                                             |
| ۱۹۶۴ | ازدواج به سبک ایتالیایی      | فیلومنا مارتورانو                  | نامزد جایزه اسکار                                           |
| ۱۹۶۵ | عملیات کراسبو                | نورا                               |                                                             |
| ۱۹۶۵ | بانو ال                      | خانم لوئیس                         |                                                             |
| ۱۹۶۶ | جودیت                        | جودیت                              |                                                             |
| ۱۹۶۶ | نقش عربی                     | یاسمین ازیر                        |                                                             |
| ۱۹۶۷ | کنتسی از هنگ کنگ             | ناتاشا                             |                                                             |
| ۱۹۶۷ | بیشتر از یک معجزه            | ایزابلا                            |                                                             |
| ۱۹۶۸ | ارواح – به سبک ایتالیایی     | ماریا                              |                                                             |
| ۱۹۷۰ | گل آفتابگردان                | جووانا                             |                                                             |
| ۱۹۷۱ | بانوی آزادی                  | مادالنا                            |                                                             |
| ۱۹۷۱ | همسر کشیش                    | والریا                             |                                                             |
| ۱۹۷۲ | مردی از لا مانتا             | آلدونسا                            |                                                             |
| ۱۹۷۳ | سفید، قرمز و…                | هرمانا                             |                                                             |
| ۱۹۷۴ | سفر                          | آدریانا د مائورو                   | بهترین بازیگر زن جشنواره فیلم سن سباستین                    |
| ۱۹۷۴ | حکم                          | ترزا                               |                                                             |
| ۱۹۷۴ | برخورد کوتاه                 | آنا                                |                                                             |
| ۱۹۷۵ | نوچه جنایتکار                | نوچه                               |                                                             |
| ۱۹۷۶ | گذرگاه کاساندرا              | جنیفر                              |                                                             |
| ۱۹۷۷ | یک روز بخصوص                 | آنتوانت                            | جایزه سالانه دیوید دی دوناتلّو به خاطر بهترین بازیگر زن      |
| ۱۹۷۸ | هدف برنجی                    | مارا                               |                                                             |
| ۱۹۷۸ | آنجلا                        | آنجلا                              |                                                             |
| ۱۹۷۸ | دشمنی خونین                  | تیتینا                             |                                                             |
| ۱۹۷۹ | قدرت آتش                     | آدل                                |                                                             |
| ۱۹۸۰ | سوفیا لورن: داستان زدگی خودش | سوفیا لورن                         |                                                             |
| ۱۹۸۴ | شفق قطبی                     |                                    |                                                             |
| ۱۹۸۶ | شجاعت                        | ماریانا                            |                                                             |
| ۱۹۸۸ | زائر خوش شانس                | لوچا                               |                                                             |
| ۱۹۸۹ | فرار                         | چزیرا                              |                                                             |
| ۱۹۹۰ | شنبه، یکشنبه و دوشنبه        | رزا                                |                                                             |
| ۱۹۹۴ | آماده پوشیدن                 | ایزابلا دلا فونتین                 | جایزه گلدن گلوب بهترین بازیگر نقش مکمل زن                   |
| ۱۹۹۵ | پیرمردان ترشرو               | ماریا سوفیا                        |                                                             |
| ۱۹۹۷ | آفتاب                        | مامان لوی                          |                                                             |
| ۲۰۰۱ | فرانچسکا و نونسیاتا          | فرانچسکا                           |                                                             |
| ۲۰۰۲ | در میان غریبه‌ها              | اولیویا                            |                                                             |
| ۲۰۰۴ | بیش از حد عاشقانه            | ماریا                              |                                                             |
| ۲۰۰۴ | زندگی پرستاران               | ترزا                               |                                                             |
| ۲۰۰۹ | ناین                         | مادر                               |                                                             |
| ۲۰۱۰ | خانه من پر از آینه است.      | رومیلدا                            |                                                             |
| ۲۰۱۱ | ماشین‌ها ۲                    | ماما توپولینو                      |                                                             |
| ۲۰۱۴ | صدای انسان                   | نقش یک زن فیلم                     |                                                             |
| ۲۰۲۰ | زندگی پیش‌رو                  |                                    |                                                             |